# En el monte de los equinoccios
En el monte de los equinoccios es el décimo álbum de Arturo Meza, lanzado en 1991.

## Producción
Todos los instrumentos fueron interpretados por Meza. El disco fue financiado por Agustín Santamarina y Antonio Giner y publicado por el sello independiente Gente de México en disco de vinilo y luego en casete.

## Contenido

### Lírico
Las canciones del disco son metafóricas hacia referencias medievales y fantásticas. Dos de las canciones son musicalizaciones de poemas, A Tirzah es To Tirzah de William Blake y Adam Castforth es de Jorge Luis Borges.

### Melodías e instrumentación
En este disco Meza continúa haciendo una mezcla de folk y rock progresivo. La canción En la tierra de Klom fue compuesta por el autor por el nacimiento de su hijo Giel.

## Lista de canciones
| N.º | Título                           | Escritor(es)                          | Duración |  |
| 1.  | «En la tierra de Klom»           | Meza                                  |          |  |
| 2.  | «En el monte de los equinoccios» | Meza                                  |          |  |
| 3.  | «Plegaria del juglar»            | Meza                                  |          |  |
| 4.  | «A Tirzah»                       | William Blake, adaptación de Meza     |          |  |
| 5.  | «Adam Castforth»                 | Jorge Luis Borges, adaptación de Meza |          |  |
| 6.  | «Gensania»                       | Meza                                  |          |  |